# ヒリュウ級汎用戦闘母艦
ヒリュウ級汎用戦闘母艦（ヒリュウきゅうはんようせんとうぼかん）とは、スーパーロボット大戦ORIGINAL GENERATIONシリーズに登場するバンプレストオリジナルの架空の宇宙戦艦である。本項では艦載機のジガンスクードとその系列機についても記載する。
以下、英字名称のあるものは北米版『OG』における表記。国内版と北米版『OG』で名前が違うものは（日本版 / 北米版）の順に表記する。

## ヒリュウ
有人艦としては初の外宇宙航行艦。新西暦174年、月面セレネ基地にて宇宙開発公社とテスラ・ライヒ研究所のメンバーにより建造された。テスラ研が新たに開発した「重力質量と慣性質量分離機能を利用して推進剤を加速する高効率反動推進」（後のテスラ・ドライブ）を採用し、従来の艦船とは一線を画する航行能力を持つ。
冥王星外宙域の調査命令を受け、新西暦179年に冥王星軌道へ到達。外宇宙への第一歩を踏み出そうとするが、エアロゲイターと遭遇し襲撃を受ける。艦は中破、クルーの大半を失いつつもアステロイドベルトのイカロス基地へ帰還した。

## ヒリュウ改
ISA構想に基づき、中破したヒリュウをイカロス基地で修理・大改装した汎用戦闘母艦。艦首にEOTを利用した超重力衝撃砲を装備し、スペースノア級万能戦闘母艦に匹敵する戦闘能力を持つ。艦長には新人のレフィーナが抜擢された。コールサインは「ドラゴン2」。艦体色は朱色をベースとする。
艦体下部にPT発艦デッキを1基、両舷の翼状部分に着艦用デッキを4基備える。艦橋まわりの板状パーツはテスラ・ドライブ。艦中央のドームは改修前に探査研究ブロックだったものが、火器管制ブロックに変更されている。
デザイン上、上甲板のビーム砲は前方水平方向に撃てず、また艦橋左右のビーム砲は板状パーツが干渉して真横に撃てないという欠陥を抱えている。これに関して明貴美加は『SECRET HANGAR』にて「元々調査船だったという設定の裏打ちとなり良いと思っている」とコメントしている。またデザインを担当した小野聖二は「改修時に観測用モジュールを取り払い戦闘用にした」と考えている。
武装
対空機関砲 (Anti-Air Autocannon)
艦体各部に配置された機関砲。
ホーミングミサイル (Anti-Air Missile)
艦体上部のVLSより発射されるミサイル。
対艦ミサイル (Long Range Missile)
両翼部より発射される対艦ミサイル。
連装ビーム砲 (Dual Beam Cannon)
本艦の主兵装。砲塔数は艦体上部に5基、下部に2基の計7基。『OGs』では全体攻撃属性。
艦首超重力衝撃砲 (Gravity Cannon)
艦首に装備された重力兵器。威力・射程・消費エネルギーとも大きく、切り札とされる。

搭載機
- F-28 メッサー×2
- ジガンスクード → ジガンスクード・ドゥロ
- ガーリオン・カスタム → ズィーガーリオン
- 量産型ゲシュペンストMk-II×2 → 量産型ゲシュペンストMk-II改×2
- ヴァルシオーネ → ヴァルシオーネR （正規の所属機ではないが、同行することが多い）

劇中での活躍
OG
DC戦争時、宇宙におけるコロニー統合軍との戦いに参加。もと外宇宙航行艦だけあって俊足を誇り、コロニー・エルピスへの強襲や大気圏突入前の統合軍への奇襲などでその能力を発揮した。L5戦役でも引き続き母艦として活躍し、オペレーションSRWにおいてはハガネと共に中核となった。
OG2
L5戦役後はイカロス基地に配置されていたが、地球近海での部隊消滅事件などの調査のため地球圏に帰還する。
Record of ATX
ヒリュウという名前からか、重力衝撃砲を龍の口に見立てたような描写がある。
第2次OG
鋼龍戦隊の旗艦として行動。

## ジガンスクード
【Giganscudo = 伊語で「巨大な盾」】
対異星人戦闘・戦艦防衛用の大型機動兵器。「最強の盾」「地球圏の番人」の異名を持つ。元はNID4運動（コロニー独立運動）の鎮圧を目的とした拠点防衛用兵器で、本機の存在がホープ事件の原因となったため、コロニー居住者には忌み嫌われている。後に戦艦防衛用兵器としてヒリュウに搭載されるが、冥王星軌道外宙域でエアロゲイターの機動兵器群から攻撃を受けて大破。それまで超大型戦闘艇のような形状であったが、イカロス基地で修復された際に四肢を持つ人型機動兵器となった。ラングレー基地での改修時にはテスラ・ドライブを搭載され飛行能力を得た。
PTや特機の技術が確立する以前の旧式機であるため、後発機より総合性能や安定性で劣るが、近接戦闘能力と装甲防御力は高く防御フィールドの展開も可能。全高・重量とも連邦軍所属の人型機動兵器では最大である。アニメ版ではコックピットが複座式になっていたが、これは砲台だった時の名残。後にPTと同様のモジュールに換装されている。
デザイナーはリオンシリーズも担当した小野聖二。そのためかリオン系に似た形状を持つ。機体色は赤系をベースとし各部が白・黄色。
両腕部に装備したシーズシールド・ユニットが特徴的。大型の方形盾のような形状をしているが、打撃や放電による攻撃にも使用されるデバイスである。
武装
G・サークルブラスター (Giga Burst)
自機の周囲に熱線を投射するMAP兵器。Gは「ギガ」の略。『OGs』では両肩・両膝部から円環状のエネルギーを放つ描写あり。
ギガントナックル (Giga Knuckle)
シーズシールド・ユニットで目標を打突する。
シーズサンダー (Sheath Thunder)
シーズシールド・ユニットで挟み込んだ目標に放電でダメージを与える。GBA版ではシールドを叩きつけるように攻撃、『OGs』ではユニット先端部を掌状に展開し、目標を掴み上げて放電する。
ギガ・ワイドブラスター (Giga Blaster)
胸部に装備する熱線砲。射程が非常に長いが近距離の目標には使用不可。『OGs』では全体攻撃属性。

必殺技
ジガンテ・ウラガーノ (Giga Uragano)
フィールドを展開して突撃し、機体の大質量と併せて目標を粉砕する。名称は伊語で「巨大な暴風雨」。メインパイロットのタスクは「大暴風」と呼ぶことも多い。『Record of ATX』では海が割れるほどのフィールドを展開した。

劇中での活躍
OG
ヒリュウと本機がエアロゲイターに襲撃される場面がプロローグとなっている。『OGs』ではMAP上のアイコンで改修前の形状（戦闘艇型）が確認できる。当時のパイロットは不明。
DC戦争時、ラングレー基地で改修を受ける。当時整備士だったタスク・シングウジはこの時点で本機に目をつけていた。その後ヒリュウ改に搬入され、宇宙に上がった直後の戦闘でグルンガスト零式の攻撃から艦を守るためタスクが独断で起動させ出撃。損傷を受けつつも斬艦刀を刃こぼれさせ堅牢性を見せる。以降はハガネ・ヒリュウ隊の戦力としてL5戦役まで使用された。バリアはABフィールド。
OG2
後述のジガンスクード・ドゥロに改修済。『OGs』では1マップのみ改修途中の姿として登場する。
DW
コロニー統合軍への強襲時にヒリュウ改の前方で盾の役割を担ったが、グルンガスト零式の攻撃で弾き飛ばされる。そのため統合軍やDCとの決戦には不参加。後に戦線復帰し、DC残党軍のヴァルシオン改を撃破する戦果を挙げる。
Record of ATX
本作では月のマオ・インダストリーで改修された後にヒリュウ改へ搬入される。当初は無人で弾除け用として甲板上に配置されたが、戦闘中にタスクが乗り込んで艦を防衛した。統合軍やDCとの決戦にも参加している。

### ジガンスクード・ドゥロ
【Giganscudo Duro = 伊語で「巨大な硬い盾」】
マリオン・ラドム博士の改良プランを元に、タスクがジガンスクードを改修した機体。作業は地球とイカロス基地を往復中のヒリュウ改艦内で行われた。関節部にグルンガストシリーズと同様のTGCジョイントを使用し、両腕部のシーズシールド・ユニットをシーズアンカー・ユニットに換装、格闘戦能力が向上した。また改良型のグラビコン・システムによりグラビティ・テリトリーを展開可能となり、防御力も向上している。カチーナの一存で略称が「ガンドロ」となった。
鉤爪状に展開するシーズアンカーは有線式で射出・巻き上げが可能。各部の形状も改修前と若干異なる。
武装
ギガント・ナックル
シーズアンカーを腕にセットした状態で目標を殴打する。GBA版『OG2』と『第2次OG』では並んだ複数の敵機を攻撃可能（連続攻撃 / コンビネーション攻撃に対応）。
シーズアンカー
『ジ・インスペクター』（以下『OGIN』）では、アンカー射出による中距離攻撃も使用している。コックピット内の描写で、タッチパネル式のインターフェースにより武装を選択する際に「SEIZE ANCHOR」として独立した項目になっているのが確認できる（ゲーム中では単独の武器になっていない）。ドラマCDのブックレットには、「遠くの敵を殴りたい」というタスクの要望に対してマリオン博士が用意したと記載されている。『第2次OG』予約特典の『電撃スパロボ!SP』に収録された漫画では、射出したアンカーを縦横に振り回すことで防御にも使用した。

必殺技
ジガンテ・ウンギア (Giga Unghia)
シーズアンカーを射出して目標を掴み、引き寄せつつ放電で攻撃。フィールドを展開した本体の体当たりで吹き飛ばす。名称は伊語で「巨大な爪」。一部のパイロットは「ウンギア」の部分を悲鳴を上げるように叫ぶ（「ンギャーーーッ!」「アンギャーーーーッ!」等）。『OG外伝』からバリア貫通属性が追加された。
必殺メテオハンマー
『OGクロニクル』で使用。周囲のアステロイドにシーズアンカーを打ち込み、即席の巨大ハンマーとして目標を叩き潰す。漫画オリジナルの技であるが、『OG外伝』以降はジガンテ・ウンギア使用時の台詞にこの名称が取り入れられている。

劇中での活躍
改修前から引き続き、斬艦刀など強力な刀剣を持つ機体との対峙が多い。
OG2
前作の零式斬艦刀に続きスレードゲルミルの斬艦刀で斬られるものの、再び耐えきっている。『OGs』では初登場時のシナリオが追加。改修途中に出撃しガーリオン・カスタム“無明”と交戦、シシオウブレードの斬撃を受けつつシールドとアンカーを換装した。
OG外伝
装甲値や武装の性能が向上。『OGクロニクル』収録作を元にしたシナリオが存在。
第2次OG
ラ・ギアス編（リューネルート）序盤から登場。本作ではダメージイベントがない。
OGクロニクル
Vol.3で宇宙ひらめと交戦。大きな被害を受けるが、メテオハンマーで撃破した。
OGIN
第8話から登場。月面で擱坐した輸送機を回収する際はアンカー・ユニットを取り外していた。バリア展開やワイドブラスター掃射によるヒリュウ改の護衛が主。最終話ではグレート雷門を模した大型アインストと対峙、オクトパス小隊機の援護を受けてジガンテ・ウンギアで粉砕した。

### ジガンスパーダ
【Giganspada = 伊語で「巨大な剣」】
平行世界であるシャドウミラーの居た世界から持ち込まれた「ジガンスクードの別の可能性」の機体。大型ビーム砲「ジガンテ・カンノーネ」を4門装備し、高い砲撃能力を持つ。シャドウミラーの世界ではエアロゲイターが襲来していないため破壊を免れており、形状が改修前のジガンスクードに酷似している。その為かコロニー出身者には現在のジガンスクードよりも、その姿で憎悪を再び呼び起こしている。機体色は青系中心。
『OGs』のOG2シナリオ終盤にのみ登場（GBA版には存在せず、該当マップでアーチボルドはアシュセイヴァーを使用。また『OGIN』ではアニメオリジナル機種のグラビリオンに搭乗した）。

#### 量産型ジガンスパーダ
ジガンスパーダの量産型。武装はまったく同じだが、HPが8分の1程度に激減している。機体色はサンドブラウンと白。『OGs』のOG2シナリオ終盤に登場（エルアインスと置き換えられている場合が多い）。OG2.5シナリオの最終話にも登場する他、『OG外伝』ではデュミナスの一味が運用することがある。

### ゲーム
- スーパーロボット大戦ORIGINAL GENERATION
- スーパーロボット大戦ORIGINAL GENERATION2
- スーパーロボット大戦OG ORIGINAL GENERATIONS
- Super Robot Taisen Original Generation
- Super Robot Taisen Original Generation 2

### 書籍
- バンプレスト『Super Robot Wars Original Generation Official Book』2002年。（『OG1』購入特典）
- バンプレスト『SUPER ROBOT WARS ORIGINAL GENERATION 2 OFFICIAL BOOK』2005年。（『OG2』購入特典）
- バンプレスト『Super Robot Wars OG ORIGINAL GENERATIONS Official Perfect File』2007年。（『OGs』購入特典）
- 『SUPER ROBOT WARS OG SECRET HANGAR』ソフトバンククリエイティブ、2009年。ISBN 978-4-7973-5460-7。